# Chiếc cốc xanh
Chiếc cốc xanh (tiếng Nga: Голубая чашка) là phiên bản điện ảnh chuyển thể từ truyện vừa cùng tên của nhà văn Arkady Gaydar.